# Acericola
Acericola is een monotypisch geslacht van schimmels uit de familie der Phaeosphaeriaceae (ascomyceten). De typesoort is Acericola italica.